# Johann Friedrich Junius
Johann Friedrich Junius (* 1725 in Leipzig; † 3. November 1794 ebenda) war ein deutscher Buchhändler und Verleger sowie Erb-, Lehn- und Gerichtsherr auf Wehlitz.

## Leben
Junius besuchte die Lehre beim Buchhändler Philipp Erasmus Reich, der ein entschiedener Gegner des weitverbreiteten Nachdrucks anderer Bücher war.
Ende 1763 kaufte er die seit vielen Jahren unter dem Namen Johann Friedrich Lanckischens Erben bekannt gewesenen Buchhandlung in Leipzig, in deren Verlag er zahlreiche zeitgenössische Werke herausgab. Er entwickelte seine Buchhandlung zu einem der führenden deutschen Verlage der Aufklärung und stieg zu finanziellem Reichtum auf. Bereits 1764 setzte er sich gemeinsam mit 13 anderen Buchhändlern für die Abschaffung der Buchmesse in Frankfurt am Main ein. 1765 trat er der Buchhandlungsgesellschaft bei, die sich gegen Raubdrucke wandte.
Am 19. Februar 1783 kaufte er von Christian Gottfried Winckler dessen bei Schkeuditz gelegenes Rittergut Wehlitz mit dem markanten barocken Torturm und wurde dadurch bürgerlicher Erb-, Gerichts- und Lehnsherr für die Gutsherrschaft Wehlitz.

## Verlegte Werke (Auswahl)
- Thomas Wither’s […] Abhandlung von der Engbrüstigkeit und den Heilkräften der Zinkblumen […], Johann Friedrich Junius, Leipzig 1787 (Digitalisat)
- Ausführliche Beschreibung der Korbbienenzucht im sächsischen Churkreise, ihrer Dauer und ihres Nutzens, ohne künstliche Vermehrung nach den Grundsätzen der Naturgeschichte und nach eigner langer Erfahrung. Mit Kupfern, Johann Friedrich Junius, Leipzig 1788 (books.google.de)
- D. Silvester Mahon’s Arzt für das schöne Geschlecht, Johann Friedrich Junius, Leipzig 1790 (Digitalisat)

## Familie
Johann Friedrich Junius war Sohn des Leipziger Mathematikprofessors Ulrich Junius. Im Jahre 1774 heiratete er Christiane Henriette Kaulfuß (1747 – nach 1815). Die Ehe blieb kinderlos. Seine Beerdigung fand am 7. November 1794 in Leipzig statt.